# 田原総一朗 オフレコ!
田原総一朗 オフレコ!（たはらそういちろう オフレコ）は、文化放送で放送されていたラジオ番組。政治・経済を中心とする時事テーマについて田原総一朗が話を展開する。番組後半はリスナーからの質問に対して答えることもある。2011年5月からは田原総一朗 オフレコ!スペシャルとして月一回の放送、ニコニコ生放送でも同時放送されている。

## 出演者
- 田原総一朗
- 鈴木純子（文化放送アナウンサー）

### 過去の出演者
- 吉田涙子（元文化放送アナウンサー・現報道スポーツセンター所属の報道記者）

## タイムテーブル
- 21:00 オープニング
- 21:05 テーマ
- 21:20 質問コーナー
- 21:25 エンディング

## 放送時間
- 月曜日 21:00 - 21:30（2008年3月31日 - 2011年3月）※ ナイター中継の関係で放送日が変更される場合あり
- 木曜日 21:00 - 21:30（2007年10月 - 2008年3月20日）

## 関連番組
- オトナカレッジ